# Derolathrus sharpi
Derolathrus sharpi is een keversoort uit de familie Jacobsoniidae. De wetenschappelijke naam van de soort is voor het eerst geldig gepubliceerd in 1912 door Grouvelle in Grouvelle & Raffray.